# One Size Fits All
Albums de Frank Zappa
Roxy & Elsewhere
(1974) Bongo Fury
(1975)
One Size Fits All (mot à mot « une [seule] taille convient à tous », c'est-à-dire littéralement « taille unique ») est un album rock de Frank Zappa sorti en 1975.

## Historique
Bien que présenté comme un album studio, One Size Fits All contient des éléments enregistrés lors de concerts donnés en 1974. La base du morceau qui ouvre l'album, « Inca Roads », est issu d'un concert donné à Los Angeles en août 1974 et dont on peut entendre des extraits dans l'album The Dub Room Special!. Son solo de guitare provient en revanche d'un concert à Helsinki en septembre 1974 (que l'on peut entendre dans sa version complète dans l'album live You Can't Do That on Stage Anymore, Vol. 2, paru en 1988). Le même procédé - appelé « xenochronie » par Zappa - est employé pour le morceau « Florentine Pogen », tiré du même concert à Los Angeles en août 1974 et amputé de son solo de guitare (disponible dans The Dub Room Special!).
À noter la présence de Johnny « Guitar » Watson, chanteur et guitariste américain souvent cité dans les interviews données par Frank Zappa comme l'une de ses références en matière de guitariste, et qui passait par hasard dans le studio où Zappa enregistrait avec son groupe, les Mothers of Invention. Il chante sur les titres « Andy » et « San Ber'dino ».
La composition d'alors des Mothers of Invention (George Duke aux claviers et au chant,  Napoleon Murphy Brock au chant et au saxophone, Ruth Underwood aux percussions, Tom Fowler à la basse, Chester Thompson à la batterie) est une des plus unanimement acclamées parmi les amateurs de Frank Zappa. Elle est considérée comme l'une des plus charismatiques et cohésives, trouvant l'équilibre entre virtuosité instrumentale et sens de l'entertainment scénique, se coulant avec aisance dans l'univers musical zappaien tout en lui donnant une couleur jazz-rock et funky flamboyante. Le groupe publiera encore Bongo Fury en 1975, en compagnie de Captain Beefheart, avant de se déliter. Zappa décidera alors de se produire sous son seul nom jusqu'à la fin de sa carrière.
En 2015, Dweezil Zappa et le groupe Zappa Plays Zappa interprètent One Size Fits All en intégralité sur scène, lors de leur tournée mondiale, fêtant ainsi les 40 ans de la sortie de cet album.

## Titres
1. Inca Roads – 8 min 45 s
2. Can't Afford No Shoes – 2 min 37 s
3. Sofa No. 1 – 2 min 38 s
4. Po-Jama People – 7 min 38 s
5. Florentine Pogen – 5 min 23 s
6. Evelyn, a Modified Dog – 1 min 05 s
7. San Ber'dino – 5 min 51 s
8. Andy – 6 min 03 s
9. Sofa No. 2 – 2 min 38 s

Toutes compositions de Frank Zappa.

## Musiciens
- Frank Zappa : chant, chœurs, guitare
- George Duke : synthétiseur, chant, chœurs
- Ruth Underwood : vibraphone, percussions
- Johnny "Guitar" Watson : chant, guitare
- James "Bird Legs" Youman : basse (sur Can't Afford No Shoes)
- Chester Thompson : batterie, chant
- Tom Fowler : basse
- Captain Beefheart ('Bloodshot Rollin' Red') : harmonica
- Napoleon Murphy Brock : saxophone ténor, chant, chœurs, flûte

## Production
- Production : Frank Zappa
- Ingénierie : Kerry McNab, Garry O, Jukka
- Direction musicale : Frank Zappa
- Conception pochette : Cal Shenkel